# ザウアーブラーテン

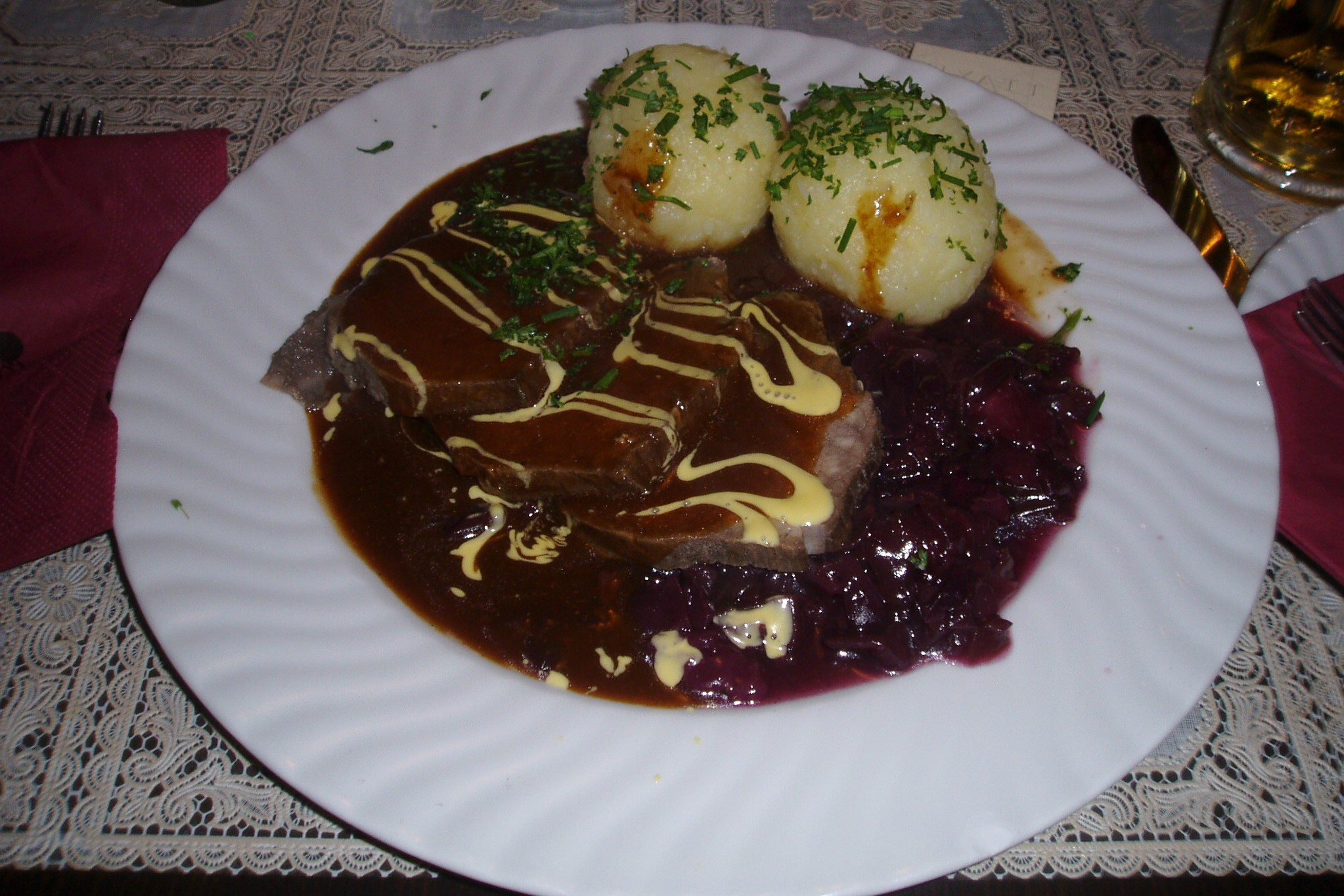
ジャガイモのダンプリングと赤キャベツを添えたザウアーブラーテン

ザウアーブラーテン（独: Sauerbraten、sauer: 酸味の=漬けた Braten: ロースト肉）は、ドイツの肉の蒸し煮であり、通常牛肉（または鹿肉、ラム、マトン、豚肉、馬肉の場合もある）を用い、酢、水、香辛料および調味料を混ぜた漬け汁でマリネしてから調理する。ザウアーブラーテンは伝統的に赤キャベツ、ジャガイモのダンプリング（カルトッフェルクレーセ、Kartoffelklöße）、シュペッツレ、茹でたジャガイモ、または麺を添えて供される。アメリカのドイツ料理レストランではザウアーブラーテンにジャガイモのパンケーキを添えるが、ドイツで行う地域はごく一部である。
ザウアーブラーテンはドイツの国民食の一つと言われている。ザウアーブラーテンは有名なドイツ料理の1つでもあり、フランケン地方、ラインラント、ザールラント州、シレジア、シュヴァーベンといった地域自慢の郷土料理でもある。各地域のザウアーブラーテンは、マリネする材料、グレイビー、および伝統的な添え物に相違がある。
また、南オランダと東ベルギーのリンブルフ地方でも同じような料理が食べられ、オランダ語では zuurvlees（zuur: 酸っぱい、vlees: 肉）と呼ばれている。リンブルフ州の方言では多く zoervleisj に近い。

## 調理

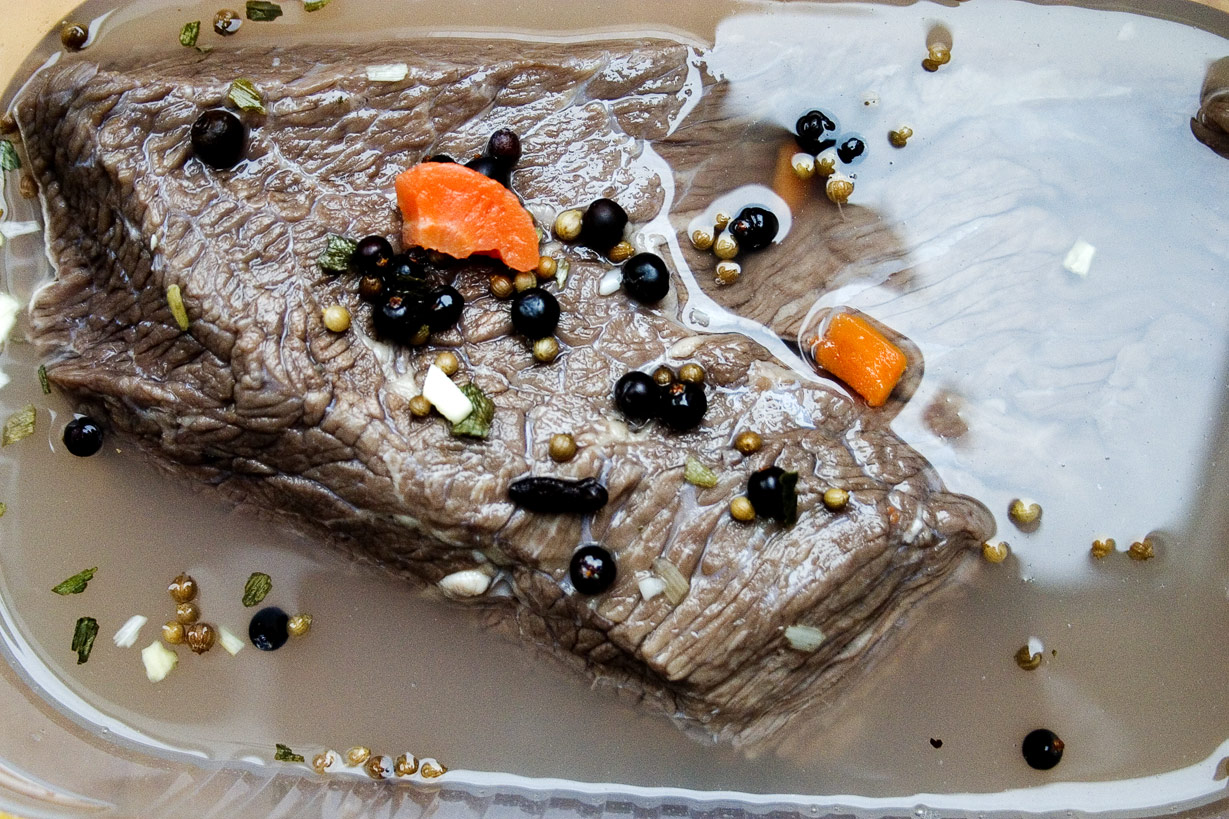
マリネ漬け中のザウアーブラーテン

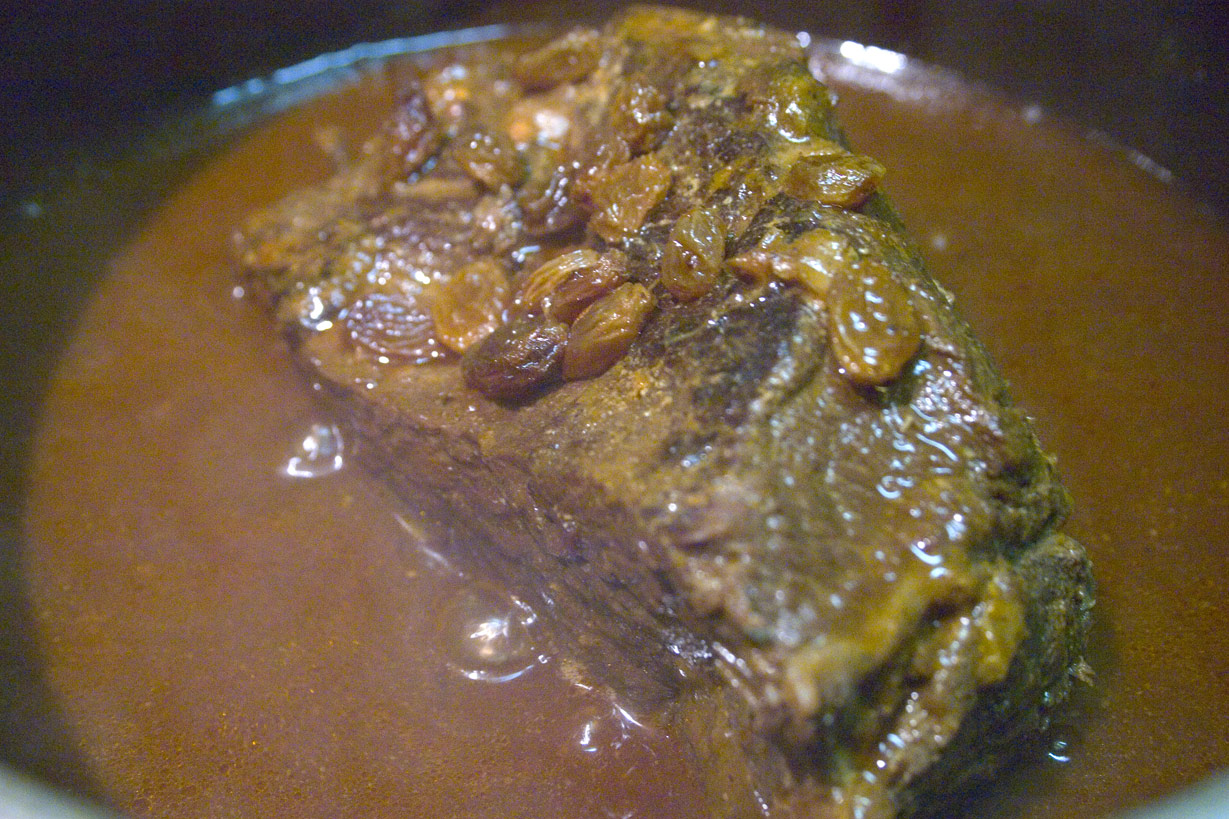
レーズン入りソースで仕上げたザウアーブラーテン

牛肉のソトモモ (Round steak) 、ランプ肉を3から4日または10日ほどマリネしてから加熱調理する。
赤ワインビネガー、ワイン、および/または水に、コショウ、ジュニパーベリー（杜松の実）、クローブ、ナツメグ、ローリエといった香り高い香辛料（コリアンダー、マスタードシード、シナモン、メース、ショウガ、タイムは一般的ではない）を加えてマリネの漬け汁とする。マリネの漬け汁にはまた、タマネギ、セロリ、ニンジンといった野菜も加える。マリネの酸により肉（通常固い切り身）が調理前に柔らかくなる。特定の地域ではマリネにバターミルクを使用する。
漬け汁の酸が長時間マリネする間に反応しないように、マリネに用いる容器は、金属製でなく、陶磁器、ガラス、プラスチック、またはほうろう製のものが推奨される。
肉をマリネから取り出して拭き取り、まず油またはラードで焼き目をつけてから、濾した漬け汁で浸し蓋をして並のオーブンまたはコンロで蒸し煮する。4時間または（肉の大きさにより）それ以上煮込むと、漬け汁が肉に風味を与え続け、加熱により肉汁が溢れて肉が柔らかく出来上がる。
肉の調理後、煮汁を濾してソースパンに集めて（通常ジンジャーブレッド、レープクーヘン、またはジンジャークッキー、穀粉、サワークリーム、黒砂糖、および/またはルーで）とろみをつけ、ソースにコクと風味を与える。1983年に閉店するまで、ニューヨークの有名ドイツ料理レストランLüchow's（リュヒョー）では、人気料理の1つであるザウアーブラーテンのグレイビーに砕いたジンジャークッキーでとろみと風味をつけていた。この方法は、1952年にジャン・ミッチェル著『Luchow's German Cookbook: The Story and the Favorite Dishes of America's Most Famous German Restaurant』の出版によりアメリカで広まった。ラインラント地方（ラインラント風ザウアーブラーテン）では、砂糖とレーズンをグレイビーに加えることで料理に逆に甘味を与える。
鹿肉や他の家禽でザウアーブラーテンを調理し、酢で肉の「臭み」を取り除くことも多い。

## 歴史
ザウアーブラーテンは元来馬肉で作っていたが、現在ほとんどの場合牛肉で作る。ドイツの町エシュヴァイラーには馬肉屋の長い伝統があり、ザウアーブラーテンは郷土料理の一つである。
ザウアーブラーテンは、ローストした肉の残り物を用いる方法として9世紀にカール大帝が発明したという説が多く信じられている。大聖アルベルトとしても知られるアルベルトゥス・マグヌスもまた、13世紀におけるこの料理の普及に功績があったと言われている。真偽は不明だが、ガイウス・ユリウス・カエサルがワインでマリネした牛肉を詰めたアンフォラを、ケルンに新しく作った植民地にアルプス山脈を超えて送ったことが、ザウアーブラーテンを考えつく役割を担ったとされる。この伝説によると、これはケルン住民がローマの伝統を模倣するきっかけになった。広く知られているものの、これらの主張には証拠が無い。

## その他
ユニリーバのクノールザウアーブラーテン（ポットロースト）レシピミックスやAlba Gewürze GmbH & Co. KGのザウアーブラーテン合わせ調味料が販売されている。
ザウアーブラーテンは伝統的にビールと共に食べるが、ブルゴーニュワイン、カベルネ・フラン、カベルネ・ソーヴィニヨン、ゲヴュルツトラミネール、ピノ・ノワール、リースリング、シーラーズといったワインにも良く合う。

## 場所
ザウアーブラーテンは、ニューヨークのドイツ料理レストランLüchow's（リュヒョー）（1882-1982）の名物料理であった。